# Comunicazione
Per comunicazione (dal latino communico = "mettere in comune, far partecipe", composto da cum = "con" e munire = "legare, costruire") si intende il processo e le modalità di trasmissione di un'informazione (generalmente un messaggio) da un soggetto (umano, essere vivente o entità artificiale) che trasmette l'informazione ad almeno un altro soggetto (umano, essere vivente o entità artificiale) che riceve tale informazione. L'elaborazione di tale informazione avviene secondo le regole di un determinato codice comune prestabilito e, nel caso di esseri viventi, anche di un certo grado di interpretazione soggettiva.

## Processo di comunicazione
La comunicazione necessita per potere svolgersi della presenza di un'interazione tra soggetti diversi, detti "mittente" e "destinatario".
La trasmissione di informazione può essere:
- "in tempo reale" oppure differita nel tempo
- all'interno dello stesso luogo oppure tra luoghi differenti (comunicazione a distanza)
- unidirezionale (cioè da un soggetto che trasmette l'informazione ad almeno un soggetto che riceve l'informazione ma non viceversa, come succede nel caso della TV e della radio) o bidirezionale (ovvero con uno scambio di informazioni in entrambi i sensi tra i soggetti interessati nel processo comunicazione, come succede nel caso del sistema postale, del telefono o dei ricetrasmettitori radio). Secondo alcuni, non si può parlare di comunicazione laddove il flusso di informazioni sia unidirezionale.

Il mezzo attraverso il quale avviene la comunicazione è detto "mezzo di comunicazione" (ad esempio: il dialogo, i mezzi di comunicazione di massa, segnaletica, ecc.).

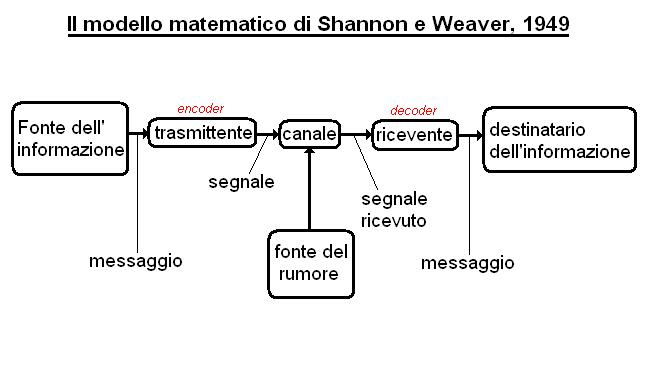
Schema del modello di Shannon-Weaver

Secondo il modello Shannon-Weaver, il processo comunicativo si basa su alcuni elementi fondamentali:
1. il sistema (animale, uomo, macchina) che trasmette (l'emittente);
2. un canale di comunicazione, necessario per trasferire l'informazione;
3. un contesto di riferimento in cui il processo si sviluppa;
4. il contenuto della comunicazione è presente nel messaggio;
5. il destinatario del messaggio comunicato (il ricevente);
6. l'informazione;
7. un codice formale mediante il quale viene data una forma linguistica all'informazione, cioè viene significata.

Per potere utilizzare un codice comune ai soggetti coinvolti (emittente e ricevente), prima di essere trasmessa l'informazione deve essere codificata dall'emittente, e una volta ricevuta deve essere decodificata dal ricevente.
La presenza del ricevente non implica necessariamente l'assunzione completa dell'informazione: ciò dipende infatti sia dall'efficacia del canale utilizzato sia dal risultato dell'interpretazione ("significazione inversa") del messaggio da parte del ricevente; tale risultato è fortemente influenzato dal livello di condivisione del codice, quando questo non è univoco, come spesso accade nei linguaggi estremamente complessi, ovvero dal contesto in cui avviene la comunicazione, che influisce sui due processi di significazione (dell'emittente e del ricevente).

## Comunicazione umana
La comunicazione umana riguarda sia l'ambito quotidiano, sia l'ambito lavorativo, pubblicitario e delle pubbliche relazioni: in ciascuno di questi ambiti la comunicazione ha diverse finalità.

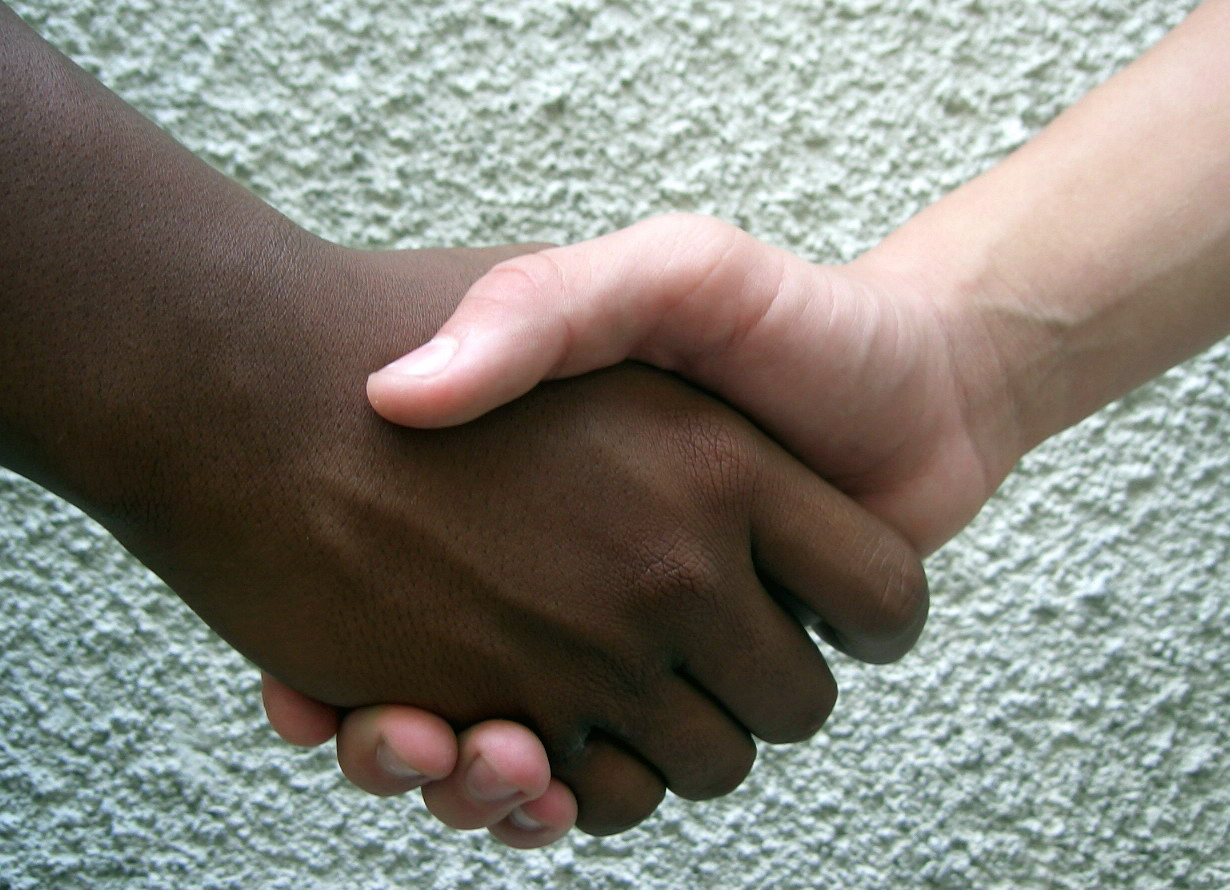
La stretta di mano è un esempio di comunicazione non verbale.

La comunicazione umana può essere "verbale" (se si utilizza la parola come mezzo di comunicazione e la lingua parlata come codice di comunicazione) o "non verbale" (ad esempio: linguaggio del corpo). La comunicazione umana per antonomasia è la comunicazione verbale, che è svolta usando la voce per trasmettere il messaggio e il senso dell'udito per ricevere l'informazione. Esistono altri tipi di comunicazione umana, che possono sfruttare potenzialmente anche gli altri quattro sensi per ricevere il messaggio. Ad esempio:
- comunicazione visiva: utilizza il senso della vista per ricevere il messaggio
- codice Braille: utilizza il senso del tatto per ricevere il messaggio.

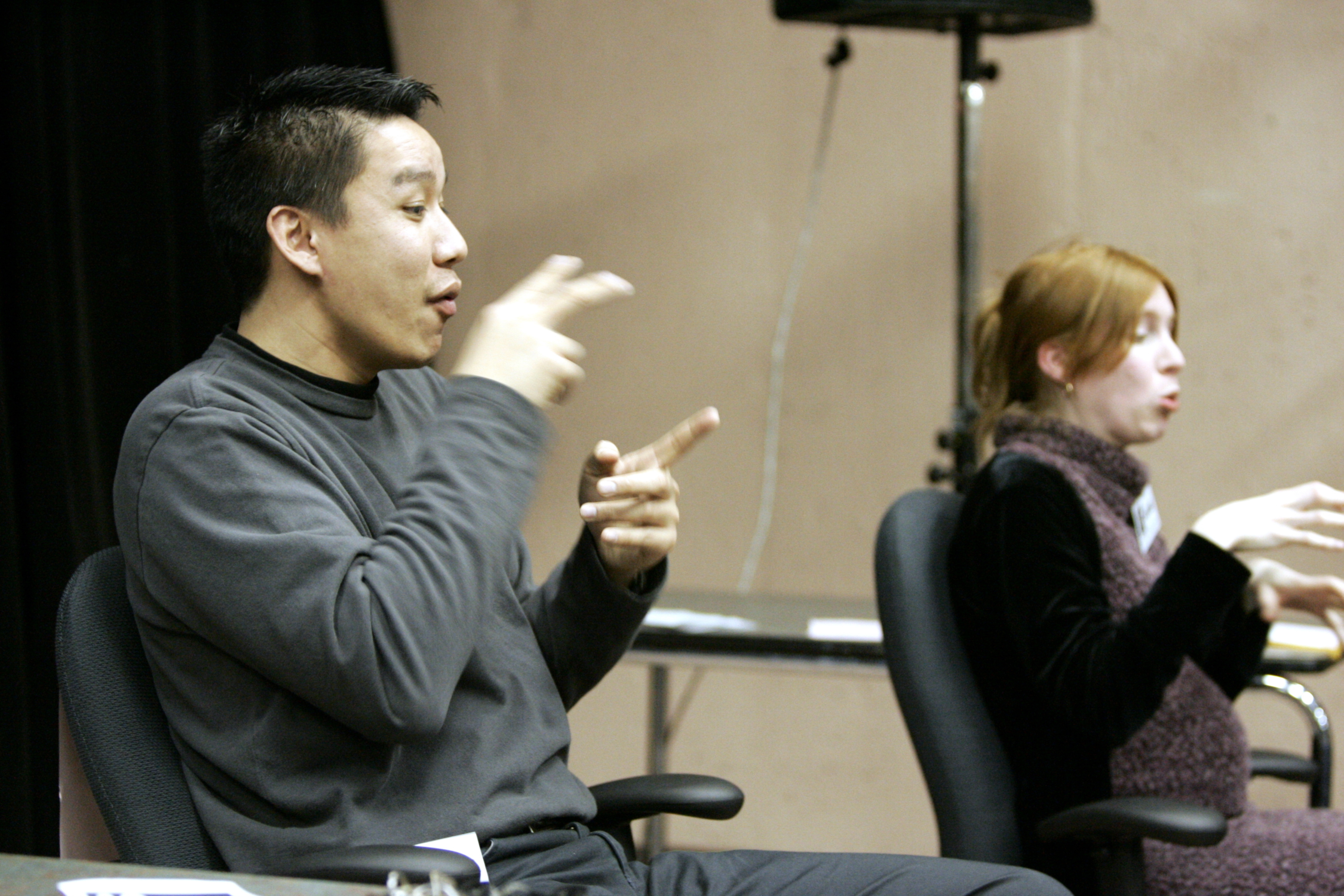
Interpreti di due lingue dei segni lavorano fianco a fianco ad un incontro di un'associazione studentesca

Riguardo alla trasmissione del messaggio, i mezzi usati dall'uomo nella storia si sono evoluti: ai mezzi di trasmissione più "naturali" (come voce, gesti, postura, movimento del corpo, ecc.) si sono aggiunti sempre più mezzi artificiali, come ad esempio la scrittura, il telefono, i mass media, i social network, ecc.
Si parla di "dialogo" quando la comunicazione è bidirezionale e di "monologo" quando la comunicazione è unidirezionale. In realtà, anche in un monologo chi parla può ottenere dalla controparte un feedback continuo, anche se il messaggio non è verbale. Questo fenomeno è stato riassunto con l'assioma di Paul Watzlawick, secondo il quale, in una situazione in presenza di persone, "non si può non comunicare".
In senso psicologico, la comunicazione è lo scambio di stimoli e risposte tra due o più soggetti di cui una delle forme più diffuse è denominata narratività oppure narrativity.
Lo stile comunicativo (o "norma stilistica") adottata dal comunicatore, è in grado di far emergere elementi sottostanti, quali, tra quelli proposti in letteratura: le energie personali del parlante, la forma e condizione fisica, lo stato di motivazione e di attivazione (arousal) dal quale si inferisce l'importanza del messaggio per il parlante stesso, ad esempio in un discorso in pubblico, e quanto il tema trattato abbia impatto emotivo per chi lo tratta, fino, a volte, a superare la soglia di resistenza emotiva del parlante stesso e generare fenomeni esterni osservabili come il pianto, il riso, il panico, e specifici stati emotivi; la comunicazione osservabile ha quindi substrati psicologici che vanno dal piano dello stato fisico, a quello emotivo, allo stato dell'umore, sino alla personalità del parlante. Sebbene intuitivamente si possano cogliere segnali, la raccolta sistematica di questi "segnali deboli" richiede sistemi complessi e codificati, come il "Facial Action Coding System" (F.A.C.S) di Paul Ekman e altri.

### Modelli di comunicazione interpersonale
Paul Watzlawick ed i suoi colleghi, nel 1967, hanno introdotto una differenza nello studio della comunicazione umana: ogni processo comunicativo tra esseri umani possiede due dimensioni distinte, il contenuto (ciò che le parole dicono) e la relazione (quello che i parlanti lasciano intendere, sia a livello verbale che non, sulla qualità della relazione che intercorre tra loro).

Il modello di Friedemann Schulz von Thun: il quadrato della comunicazione.

Nel 1981, lo psicologo Friedemann Schulz von Thun, dell'Università di Amburgo, ha proposto un modello di comunicazione interpersonale che distingue quattro dimensioni diverse, nel cosiddetto "quadrato della comunicazione":
- Contenuto: di che cosa si tratta? (lato blu del quadrato, in alto).
- Relazione: come definisce il rapporto con te, che cosa ti fa capire di pensare di te, colui che parla? (lato giallo, in basso).
- Rivelazione di sé: ogni volta che qualcuno si esprime rivela, consapevolmente o meno, qualcosa di sé (lato verde, a sinistra).
- Appello: che effetti vuole ottenere chi parla? Ciò che il parlante chiede, esplicitamente o implicitamente, alla controparte di fare, dire, pensare, sentire. (lato rosso, a destra).

Queste quattro dimensioni si possono tenere presenti sia nel formulare messaggi che nell'ascolto e nell'interpretazione dei messaggi di altri; in questo secondo caso la "scuola di Amburgo" parla delle "quattro orecchie" (corrispondenti ai "quattro lati del quadrato della comunicazione") su cui ci si può sintonizzare, ad esempio, per riuscire a "prendermela", ad offendermi nell'ascoltare la comunicazione x, dovrò assegnare ad essa significato sintonizzandomi sull'orecchio "giallo", quello che tende a vedere nella comunicazione degli altri il loro soppesarci, il segno cioè di quanto questi ci rispettino.
Questo modello visualizza come si sia sempre liberi di assegnare a qualsiasi comunicazione un significato oppure un altro, evidenziando così il potere di chi ascolta nel contribuire a definire la qualità di un'interazione; con un po' di allenamento è possibile, ad esempio, sintonizzarci sull'orecchio verde, invece che su quello giallo, e chiederci, dentro di noi, di fronte ad una comunicazione che ci pare irritante: "come si sente, la persona che parla, per sentire il bisogno di parlarmi in questo modo?" La comunicazione interpersonale, che coinvolge più persone, è basata su una relazione in cui gli interlocutori si influenzano vicendevolmente come in un circolo vizioso; essa è suddivisa in:
- Comunicazione verbale, che avviene attraverso l'uso del linguaggio, sia scritto che orale, e che dipende da precise regole sintattiche e grammaticali;
- Comunicazione non verbale, la quale invece avviene senza l'uso delle parole, ma attraverso canali diversificati, quali mimiche facciali, sguardi, gesti, posture;
- Comunicazione para verbale, che riguarda tono, volume e ritmo della voce di chi parla, pause ed altre espressioni sonore (come lo schiarirsi la voce) e non (come il giocherellare con le mani con qualsiasi cosa capiti a tiro).

### Comunicazione intrapersonale
La comunicazione intrapersonale (nota anche come autocomunicazione) è la comunicazione con sé stessi o la comunicazione tra sé e sé. Esempi sono il dire a sé stessi "la prossima volta farò meglio" dopo aver commesso un errore o l'immaginare una conversazione con il proprio capo per prepararsi a lasciare il lavoro in anticipo. Spesso viene intesa come uno scambio di messaggi in cui il mittente e il destinatario sono la stessa persona. Alcuni teorici utilizzano una definizione più ampia che va oltre i resoconti basati sui messaggi e si concentra sul ruolo del significato e del dare un senso alle cose. La comunicazione intrapersonale può avvenire da soli o in situazioni sociali. Può essere provocata internamente o avvenire in risposta a cambiamenti dell'ambiente.

### Disturbi nella comunicazione umana
Si possono individuare diversi aspetti potenzialmente problematici del processo comunicativo:
- Il processo di comunicazione, pur essendo formalmente cosa separata dal mezzo attraverso il quale avviene, ne è altamente influenzato: se utilizzo il codice Morse, cercherò di limitare il messaggio allo stretto necessario, se utilizzo una lettera userò un tono tendenzialmente più formale rispetto ad una telefonata. Il mezzo influenza la comunicazione, ciascuno in un modo diverso, e quindi si potranno individuare dei mezzi di comunicazione particolarmente adatti a trattare un certo argomento, ma inadatti ad un altro.
- Non è detto che il gran numero di singoli messaggi, verbali e non verbali, emessi in un dato momento, siano sempre congruenti tra loro. Posso dire due cose diverse con le parole e con i gesti (ad esempio dire al mio rivale in amore "lieto di conoscerti" con un'espressione del volto assai contrariata).
- Non è detto che l'interpretazione del contesto all'interno del quale avviene lo scambio comunicativo sia sempre identica o congruente. Nell'aula di una scuola, il docente potrà pensare di avere uno stile partecipativo e "democratico", mentre lo studente potrà sentirsi parte di una relazione asimmetrica e autoritaria.

La comunicazione quindi non sempre "funziona"; ciò è confermato in situazioni particolari dell'esperienza quotidiana, come i conflitti interpersonali, o anche quando sono in gioco patologie mentali per cui la comunicazione diventa particolarmente difficile e può produrre ulteriore disagio.
La comunicazione può essere disturbata da un "rumore", cioè qualunque fattore, sia fisico che psicologico, che interrompa o ostacoli il processo. I possibili tipi di rumore che si possono presentare sono:
- Esterno, cioè i fattori esterni al ricevente (come il rumore del treno che passa);
- Fisiologico, cioè i fattori biologici che interferiscono con una ricezione accurata (come una malattia o la perdita temporanea dell'udito):
- Psicologico, cioè le forze, interne a chi comunica, che interferiscono con l'abilità di esprimere o recepire un messaggio (come una preoccupazione);
- Culturale, cioè quando la cultura dell'emittente è differente da quella del ricevente (come un messaggio in italiano inviato ad un francofono).

Per ovviare al problema del rumore si hanno due possibili vie da seguire:
- la ridondanza, cioè quando l'emittente rende più comprensibile il messaggio ripetendolo in modo più chiaro o accompagnandolo con gesti ed espressioni facciali;
- il feedback, cioè quando il ricevente restituisce l'informazione al mittente, che così può verificarla, chiedendo chiarimenti.

Rumore, ridondanza e feedback rendono la comunicazione "dinamica".

### Comunicazione nelle scienze economiche
Per "comunicazione", in senso economico, si intende uno degli elementi fondamentali del marketing mix. La comunicazione è uno degli aspetti fondamentali del marketing, ed è il mezzo attraverso il quale passano tutte le informazioni.
Per "comunicazione", in senso professionale, si intende il vasto complesso di attività lavorative che spaziano dal giornalismo, all'editoria elettronica, alla comunicazione d'impresa e al marketing, passando per la cinematografia e altro ancora.
È inoltre possibile adoperare la comunicazione esterna, tra gli altri scopi, per far conoscere i servizi e i progetti dell'ente, facilitare l'accesso ai servizi, conoscere e rilevare i bisogni dell'utenza, migliorare l'efficacia e l'efficienza dei servizi, favorire i processi di sviluppo sociale, economico e culturale, accelerare la modernizzazione di apparati e servizi e svolgere azioni di sensibilizzazione e policy making.

#### Comunicazione esterna
Si intende come "comunicazione esterna" quel tipo di comunicazione che l'impresa adotta verso il suo pubblico attraverso azioni di comunicazione di massa. Essa contribuisce a costruire la percezione della qualità del servizio e costituisce un canale permanente di ascolto e verifica del livello di soddisfazione del cliente/utente, tale da consentire all'organizzazione di adeguare di volta in volta il servizio offerto.
Nel marketing esistono tre strategie di comunicazione esterna che l'impresa può utilizzare:
- Push: Vengono predisposte le condizioni affinché siano gli intermediari a suggerire il prodotto al consumatore.
- Pull: In questo caso, è il cliente che viene spinto all'acquisto del prodotto.
- Mista (o Twin): L'impresa investe equamente tra cliente finale e distribuzione, per la vendita del prodotto.

#### Comunicazione interna
La comunicazione interna è adottata dall'impresa per gestire il flusso di informazioni al suo interno. La comunicazione interna si pone come complementare e funzionale alla comunicazione esterna, dalla quale si differenzia perché veicolo principale per condividere qualsiasi tipo di messaggio, sia informativo che funzionale, da parte del pubblico interno all'ente.
Principalmente si distinguono 3 categorie:
- Top-down: il flusso avviene dall'alto al basso, quindi dal board management ai dipendenti, e può riguardare comunicazioni di massa o destinate a una singola persona o a un gruppo/settore particolare;
- Bottom-up: il flusso parte dal basso, quindi sono i dipendenti che trasmettono informazioni/richieste/reclami/report verso il top management;
- A rete: è il tipo di flusso che il nuovo marketing cerca di impiantare nelle imprese, dove le informazioni vengono scambiate "alla pari" tra il management, la direzione e i dipendenti, rendendo il processo comunicativo molto più snello e semplice.

Le tre modalità hanno la particolarità di essere tutte bi-direzionali ma solo l'ultima riscuote una certa modernità poiché spinta ad eliminare una gerarchizzazione tra i membri di un ente e quindi inutili formalismi. L'efficacia della comunicazione interna dipende strettamente dalla qualità e quantità dei messaggi trasmessi e dal mezzo che si sceglie per veicolarli.

## Comunicazione animale

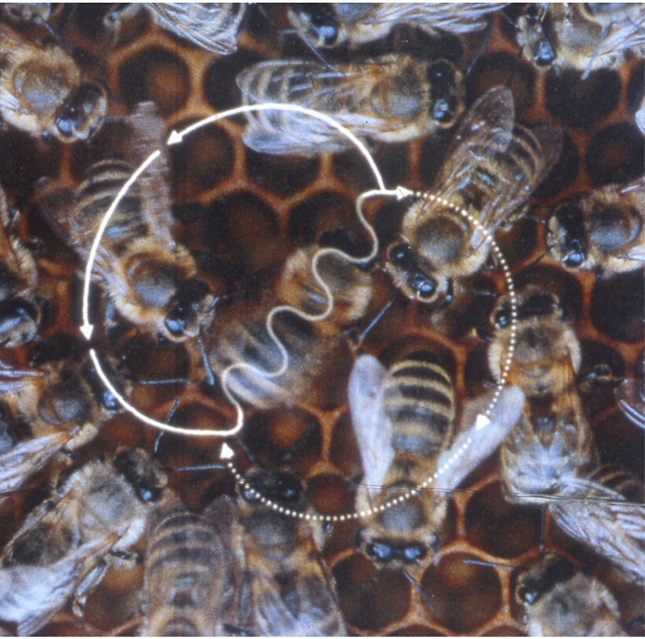
Esempio di comunicazione animale: danza dell'addome nelle api

Così come nella comunicazione umana si utilizza generalmente il senso della vista e dell'udito per ricevere il messaggio, in quanto sono questi i sensi più sviluppati nell'uomo, ciascun animale utilizza i propri sensi a tale scopo, prediligendo quelli maggiormente sviluppati. A differenza dell'uomo, molti animali usano spesso il senso dell'olfatto per comunicare, ad esempio delimitando il proprio territorio con segnali olfattivi.
Esempi di comunicazione animale sono: il canto degli uccelli, lo scodinzolio della coda dei cani, il "fare le fusa dei gatti".
Alcuni animali possono comunicare inoltre in maniera non direttamente percepibile dall'uomo: esempio in tal senso sono la comunicazione dei delfini attraverso ultrasuoni e la comunicazione tra elefanti attraverso infrasuoni.

## Comunicazione vegetale
Il colore e il profumo dei fiori di molte piante è un messaggio che le piante trasmettono visivamente e olfattivamente agli animali impollinatori: colori più vivaci e odori più gradevoli aumentano in questo modo la possibilità che la pianta sia impollinata.
Secondo uno studio del 2023, molte specie di piante usano inoltre ultrasuoni per comunicare una situazione di stress.